# Університет штату Сан-Паулу Жуліо ді Мескіта Фільйо
Університет штату Сан-Паулу Жуліо ді Мескіта Фільйо (порт. Universidade Estadual Paulista Júlio de Mesquita Filho, Unesp) — система публічних університетів в бразильському штаті Сан-Паулу.
Unesp має близько 40 тис. студентів, що навчаються в 23 кампусах. Перший з них, Araçatuba, був заснований в 1923 році та увійшов до системи освіти штату в 1956 році. Офіційно університет був заснований в 1976 році та спочатку мав 12 кампусів. Це одна з найефективніших багатокампусових систем вищої освіти країни та друга за розміром, університет має 33 факультети, 30 бібліотек, 2 лікарні, 3 ветеринарні лікарні, 5 ферм і 7 додаткових одиниць.